# Rimon-et-Savel
Rimon-et-Savel is een gemeente in het Franse departement Drôme (regio Auvergne-Rhône-Alpes) en telt 32 inwoners (2009). De gemeente maakt deel uit van het arrondissement Die.

## Geografie
De oppervlakte van Rimon-et-Savel bedraagt 13,0 km², de bevolkingsdichtheid is dus 2,5 inwoners per km².

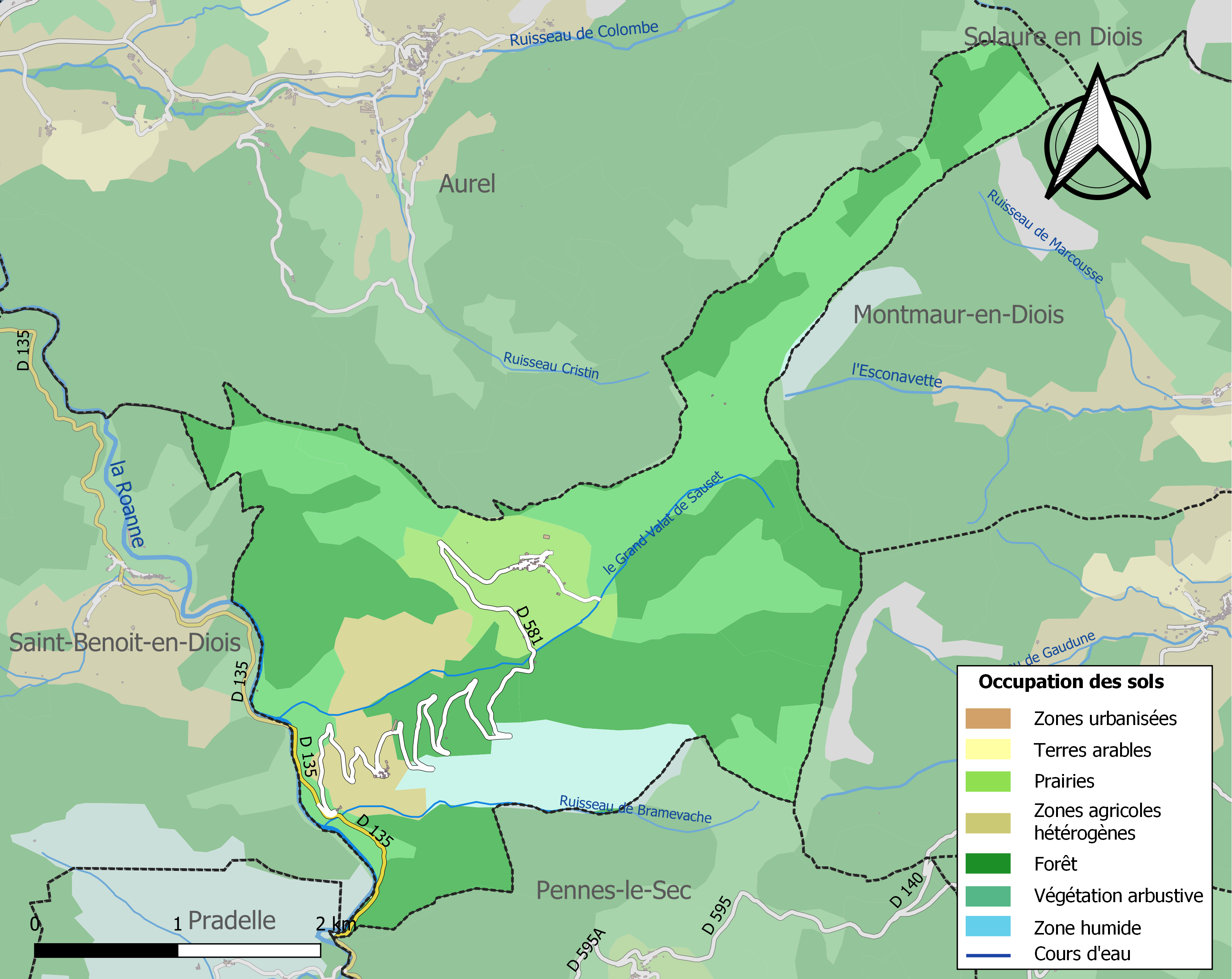
Kaart van de gemeente met belangrijkste infrastructuur, bodemgebruik en omliggende gemeenten

## Demografie
Onderstaande figuur toont het verloop van het inwonertal (bron: INSEE-tellingen).